# Lype recta
Lype recta is een fossiele soort schietmot uit de familie Psychomyiidae.